# Problepsis dilatistigma
Problepsis dilatistigma là một loài bướm đêm trong họ Geometridae.